# Allen Funt

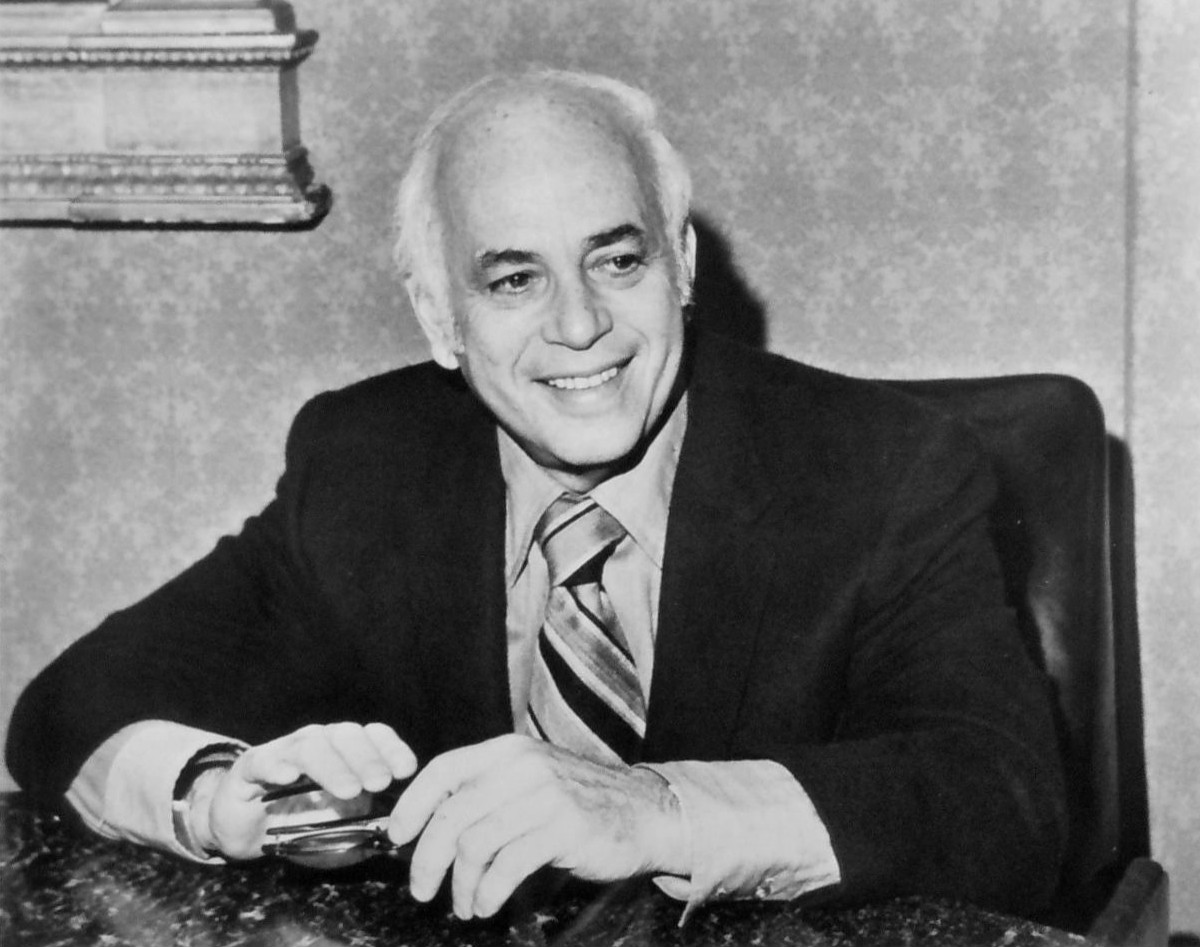
Allen Funt in 1972

Allen Funt (New York, 16 september 1914 - Pebble Beach, 5 september 1999) was een Amerikaans televisieproducent, die bij de ABC-radio met Candid Microphone en een korte tijd later met Candid Camera in 1947 het concept van de verborgen camera uitvond. 
Hij was rond 1960 een van de eerste verzamelaars van het werk van Lawrence Alma-Tadema.